# Пенен, Жан-Поль
Жан-Поль Пенен (фр. Jean-Paul Penin; род. 31 декабря 1949, Сен-Дизье) — французский дирижёр.

## Биография
Жан-Поль Пенен получил образование как биофизик, защитив диссертацию в Страсбургском университете (1974), после чего решил полностью посвятить себя музыке. В том же университете он получил магистерскую степень по музыковедению (1978), одновременно окончив Страсбургскую консерваторию по классам контрабаса и камерного ансамбля. Кроме того, Пенен изучал историю музыки в Парижской консерватории у Ива Жерара, затем учился в Консерватории Сан-Франциско, в том числе у Джона Кулиджа Адамса, как фулбрайтовский стипендиат.
В 1980—1981 годах был ассистентом Алена Ломбара в Страсбургском филармоническом оркестре, затем в 1982—1984 годах — ассистентом Лорина Маазеля в Венской государственной опере. В 1990—1994 годах — главный приглашённый дирижёр Краковского филармонического оркестра.

## Важнейшие выступления
С именем Пенена связана одна значительная премьера: первое во Франции исполнение «Торжественной мессы» Гектора Берлиоза — юношеского (1824) произведения знаменитого композитора, считавшегося утраченным и найденного в 1991 году; Пенен исполнил её с оркестром и хором Краковской филармонии 7 октября 1993 года в базилике Святой Марии Магдалины в Везле, спустя 4 дня после мировой премьеры (в Бремене под управлением Джона Элиота Гардинера). Сделанная в Везле концертная запись считается первой, поскольку Гардинер записал своё исполнение уже на следующем концерте, 12 октября в Лондоне. Встречающиеся в некоторых источниках сообщения о том, что Пенен дирижировал в Нидерландах мировой премьерой Второго концерта для фортепиано с оркестром Оливье Мессиана, не соответствует действительности: у Мессиана нет произведения с таким названием; видимо, это неточные отголоски сообщения о нидерландской премьере мессиановского «Города в вышине» (фр. La ville d’en-haut, для фортепиано и оркестра), действительно прошедшей в 1990 году под управлением Пенена, однако мировая премьера этого произведения состоялась годом раньше в Нью-Йорке под управлением Пьера Булеза.

## Записи
Среди записей Пенена наибольшей известностью пользуются оперы, в том числе моцартовские «Так поступают все» и «Дон Жуан», однако прежде всего — редко исполняемые и записываемые: «Фернан Кортес» Гаспаре Спонтини, «Эдип в Колоне» Антонио Саккини (опера, написанная по заказу Людовика XVI для открытия нового оперного театра в Версале), «Гвендолина» Эмманюэля Шабрие, а также «Вольный стрелок» Вебера в редакции Берлиоза, с двенадцатью берлиозовскими дополнительными речитативами.

## Сочинения
Пенену принадлежит книга «Барочники, или Музыкальная точность» (фр. Les Baroqueux ou le Musicalement Correct; 2000) — пространный памфлет против исторического исполнения и его сторонников; сокращённое изложение позиции Пенена содержит лекция «Музыкант перед выбором: Музеография или присвоение?» (фр. L’interprète face à la partition. Muséographie ou appropriation?), в которой Пенен резюмирует свою позицию словами: «Музыканты не могут принять эмоционального искажения, а значит — фальсификации произведения, которые навязываются идеологией барочников. <…> Настаивать на возрасте шедевра — значит лишать слушателя основополагающей свободы отправляться во время концерта в то время и место, которое ему нравится».
Наиболее резким оппонентом Пенена выступил критик Жан Батист Ажаме, по мнению которого книга Пенена — это сочинение, исполненное «скандальной риторики, шатких доводов и неуместной язвительности», в котором содержательное обсуждение проблем аутентизма подменяется малосимпатичными нападками с неизменным упоминанием о национальной принадлежности. Более сдержанные рецензенты полагают, что «Жан Поль Пенен намеренно принимает резкий, даже памфлетный тон, объявляя о своем противостоянии движению, начатому арнонкурами и прочими леонхардтами», и что «умышленно некорректный, Жан Поль Пенен ополчается на барочников <…> с пылом, в котором есть доля несправедливости». Музыковед Элизабет Джулиани из Национальной библиотеки Франции, расценивая успех пропагандистов и популяризаторов барочной музыки как бесповоротный в статье с характерным названием «Барочная музыка: стихающие распри» (фр. La musique baroque: querelles apaisées), приводит книгу Пенена как пример того, что «ключевые фигуры <барочного исполнительства> подверглись обречённой критике, то и дело возглашающей проклятья и пользующейся агрессивным словарём». Солидаризировалась с Пененом обозреватель немецкой «Neue Musikzeitung», замечающая в своей рецензии, что игра аутентистов зачастую представляет собой «жалкое стрекотание» (нем. kümmerliche Gezirpe), а книга Пенена «увлекательна, остроумна и чужда пыльной скуки». В поддержку Пенена выступил также писатель и публицист Бенуа Дютертр, чья резко критическая книга о положении дел в современной музыке «Реквием авангарду» пятью годами ранее также вызвала волну протестов: в статье под названием «Долой диктатуру фундаменталистов от барокко!» (фр. Ras le bol de la dictature des intégristes du baroque!) Дютертр утверждает, что сторонники аутентизма составили новый истеблишмент и осуществляют со своей стороны столь же настойчивое давление на всё музыкальное сообщество, сколь Пьер Булез (главный антигерой книги Дютертра) и его соратники со стороны авангарда; впрочем, Дютертр, как и Джулиани, полагает, что основная острота конфликта позади, наиболее интересные представители конфликтующих сторон начали обмениваться художественными идеями и знаком возможных перемен к лучшему может служить назначение симпатизирующего барочной музыке и аутентизму Саймона Рэттла руководителем Берлинского филармонического оркестра.
Пенен написал также оркестровую сюиту «Парижские ночи» (фр. Nuits Parisiennes; 2004), по которой позже был поставлен балет.